# Stettiner Hütte
Die Stettiner Hütte (Schreibweise auch Stettinerhütte; auch Eisjöchlhütte, italienisch Rifugio Francesco Petrarca) ist eine Berghütte in den Ötztaler Alpen in Südtirol. Die Hütte (2875 m s.l.m.) liegt mitten im Naturpark Texelgruppe östlich wenig unterhalb des Eisjöchls (2895 m s.l.m.). Selbiges ist ein Übergang zwischen dem Pfelderer Tal und dem Pfossental und verbindet den Ötztaler Hauptkamm (Schnalskamm, Gurgler Kamm) mit der Texelgruppe.

## Geschichte

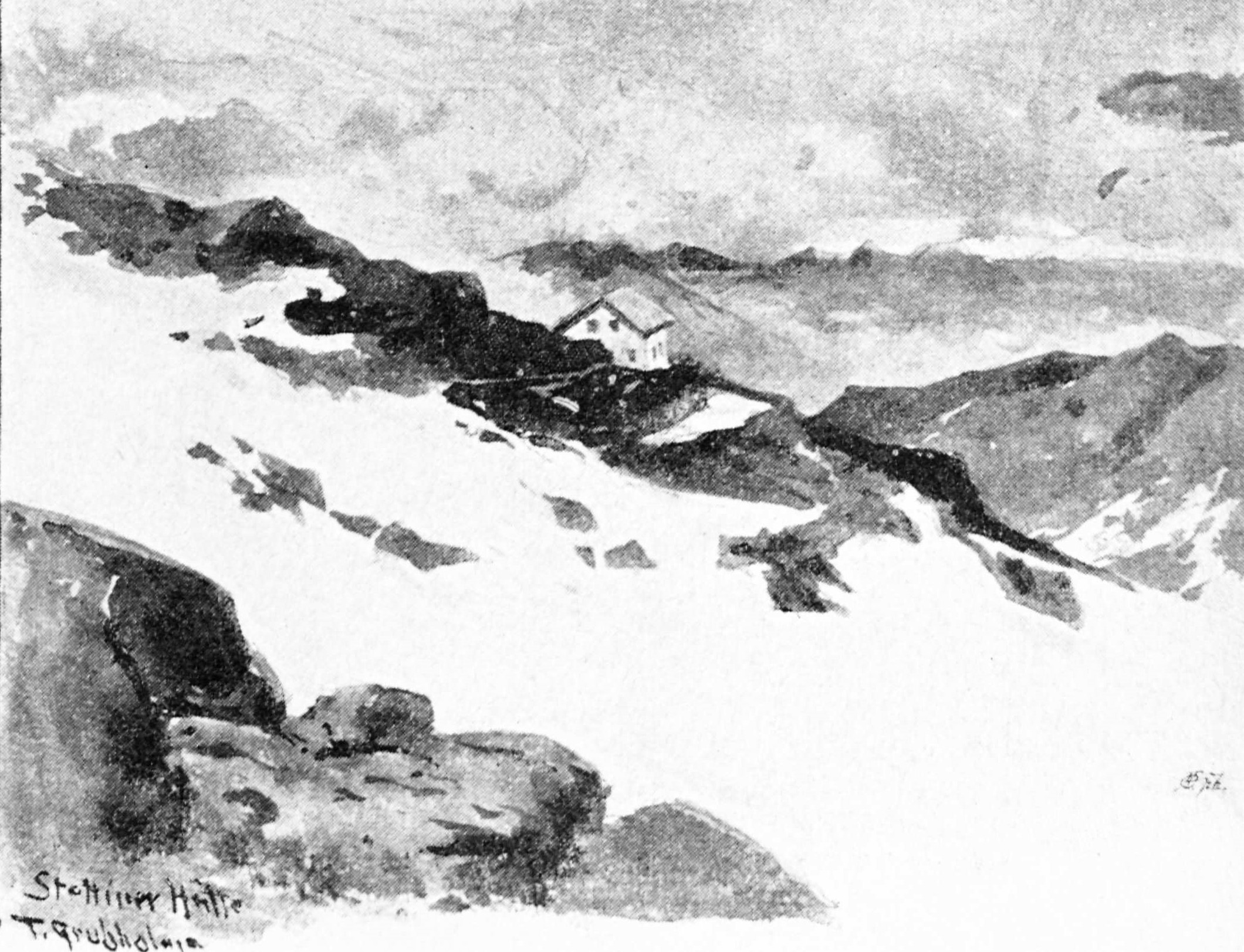
Tony Grubhofer: Stettiner Hütte (1899)

Die ursprünglich kleine Hütte wurde zwischen 1895 und 1897 von der Sektion Stettin des Deutschen und Österreichischen Alpenvereins (DuOeAV) zusammen mit dem Wegebau zum Pfelderer Tal errichtet, in den Jahren 1900 und 1913 wurde sie erweitert. 1922 wurde die Sektion Stettin enteignet und die Hütte der Sektion Padua des Club Alpino Italiano (CAI) übergeben. Später wurde sie von der Sektion Bozen des CAI übernommen. 1931 zerstörte eine Lawine die Hütte teilweise. Seit dem Wiederaufbau wurde sie von der Sektion Meran des CAI bewartet. Zwischen den Jahren 1965 und 1972 war die Hütte vom italienischen Militär besetzt, anschließend wurde sie wieder bewirtschaftet. Im Jahr 1992 wurde eine neue Hütte gebaut.
Zusammen mit 24 weiteren vom Staat enteigneten Schutzhütten ging die Stettiner Hütte 1999 in das Eigentum der Autonomen Provinz Bozen – Südtirol über; mit Jahresende 2010 lief die Konzession zu deren Führung durch den CAI aus.

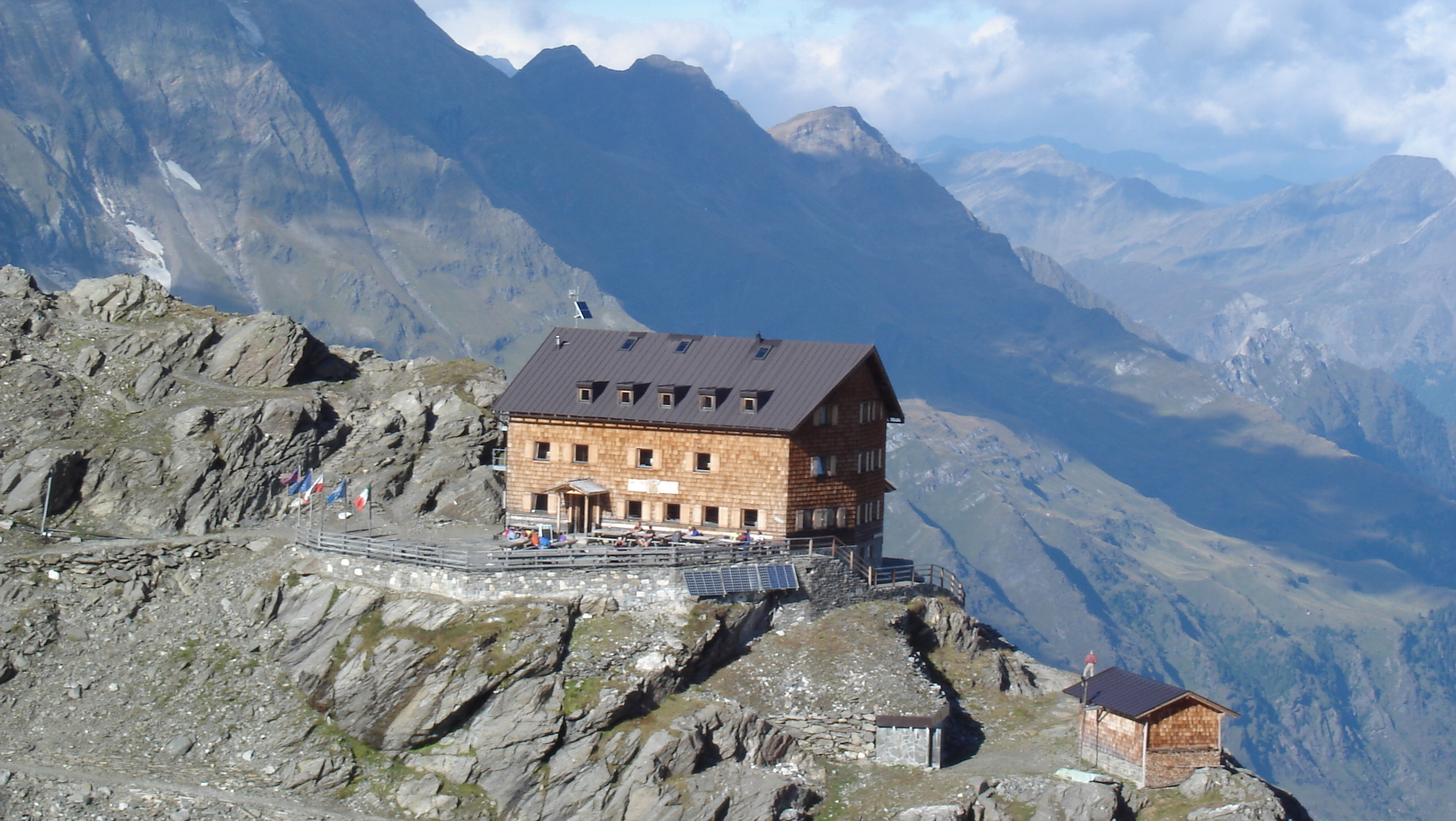
Die Stettiner Hütte 2007

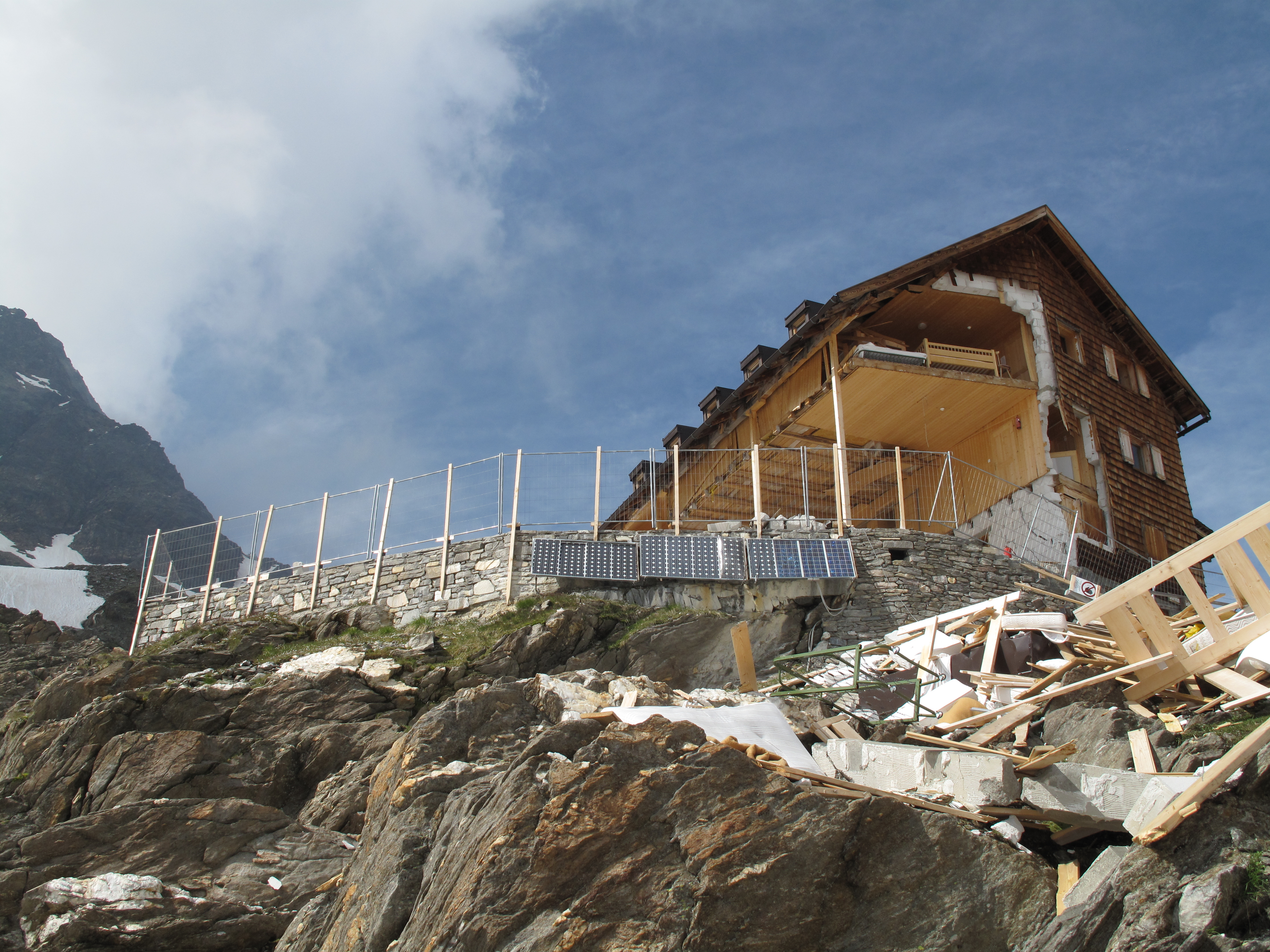
Die zerstörte Hütte 2014

Im Februar 2014 wurde die Hütte nach starken Schneefällen von einer Lawine weitgehend zerstört. Da ein großer Teil der Hütte weggerissen wurde, konnten in der Folgezeit die Überreste lediglich provisorisch gesichert werden, um bis zur Verwirklichung eines Neubaus eine Jausenstation zu betreiben. Auch Übernachtungen wurden zwischenzeitlich wieder möglich. Hierzu gab es neben einem Mehrbettzimmer im Provisorium der Hütte seit Juli 2017 ein Zeltcamp, bestehend aus sechs Zelten, das später durch sechs provisorisch errichtete Holzhütten ersetzt wurde.
Die Südtiroler Landesregierung beschloss noch 2014, die Planungen für einen Neubau einzuleiten. Der europaweit ausgeschriebenen Projektierungswettbewerb wurde von den Architekten Andrea Fregoni und Roberto Pauro vom Studio Area Architetti Associati gewonnen. 2020 begannen die Bauarbeiten, 2022 wurde die neue Hütte eröffnet. Eine paritätische Kommission, in der neben der öffentlichen Hand auch der AVS und der CAI vertreten sind, unterstützt seither das Land Südtirol bei der Verwaltung (Vergabe an Pächter, Überwachung der Führung, Sanierungsmaßnahmen).

## Anstiegsmöglichkeiten
Die Hütte kann vom Pfossental im Westen oder vom Pfelderer Tal im Osten angegangen werden. Beide Anstiege sind ungefähr gleich lang und erfordern etwa 4 Stunden. Sowohl der Anstieg vom Pfossental als auch der von Pfelders wird auch häufig mit dem Mountainbike in Angriff genommen.
Der Anstieg aus dem Pfossental beginnt beim Eishof (2071 m) und führt über das Eisjöchl zur Hütte. Von Pfelders führt der Anstiegsweg zunächst wenig ansteigend nach Lazins, der letzten Talsiedlung, und weiter zum bewirtschafteten Lazinser Kaser. Nun geht es weiter südwestlich in Kehren die Hänge empor, durch das weite Geröllkar. Im Bereich einer ehemaligen Hütte der italienischen Finanzwache zweigt rechts der Pfelderer Höhenweg zur Zwickauer Hütte ab. Von dort sind es noch knapp 200 Höhenmeter bis zur Hütte.

## Tourenmöglichkeiten
Die Hütte liegt am Meraner Höhenweg und ist Endpunkt der 10. Etappe des Tiroler Höhenwegs. Außerdem liegt die Hütte an verschiedenen Routen zur Alpenüberquerung mit dem Mountainbike.
Die am häufigsten begangene Gipfeltour ist die Hochwilde (3480 m) über den Hans-Grützmacher-Weg. Dieser gletscherfreie Anstieg  wurde bereits um die Wende zum 20. Jahrhundert angelegt und nach einer dieses Vorhaben unterstützenden Stettiner Persönlichkeit benannt. Andere Gipfelziele sind die Hochweiße (3278 m) sowie weitere Gipfel der nördlichen Texelgruppe.
Übergänge sind zu folgenden Hütten möglich:
- Zwickauer Hütte (4 Stunden)
- Lodnerhütte (3½ Stunden)
- Hochganghaus (5½ Stunden)
- Hochwildehaus (6 Stunden)

## Karten und Literatur
- Dieter Seibert: Leichte 3000er. Bruckmann Verlag, München 2001, ISBN 3-7654-3677-1
- Walter Klier: Alpenvereinsführer Ötztaler Alpen. Bergverlag Rother, München 2006, ISBN 3-7633-1123-8
- Alpenvereinskarte Blatt 30/1, 1:25.000, Ötztaler Alpen; Gurgl, ISBN 3-928777-38-6